# Austria Anterioară
Austria Anterioară (în germană Vorderösterreich, în alemanică Vordereschtrych) face referire colectivă la toate posesiunile casei de Habsburg vest de Tirol, din Alsacia, Elveția și Baden-Wurttemberg, majoritatea fiind din punct de vedere cultural alemanice. Cu excepția  statului Vorarlberg, toate pământurile Austriei Anterioare au fost pierdute fie față de Regatul Francez, fie față de Confederația Veche a Elveției, fie față de Marca de Baden în timpul Războaielor Napoleoniene.

## Geografie
Austria a cuprins în principal Alsacia Comitatul Ferrette în Sundgau, inclusiv orașul Belfort, și regiunea adiacentă Breisgau de la est de Rin, inclusiv Freiburg im Breisgau după 1368. De asemenea, a domnit de la reședința habsburgică din Ensisheim lângă  Mühlhausen au fost numeroase teritorii împrăștiate care se întindeau de la Șvabia Superioară până la regiunea Allgäu din est, cea mai mare fiind margravatul de Burgau între orașele Augsburg și Ulm. În timpul Monarhiei Habsburgice au fost numiți cu umor „penele din coada Vulturului imperial”. Unele moșii din Vorarlberg deținute de habsburgi au fost, de asemenea, considerate ca făcând parte din Austria, deși au fost administrate temporar direct din  Tirol.

## Diviziuni administrative
Începând cu 1790, Austria a fost subdivizată în zece districte ("Oberämter"):
- Breisgau (cu Fricktal]) la  Freiburg
- Offenburg: mai multe localități din prezent Ortenaukreis,  Orașul imperial offenburg nu este inclus
- Hohenberg, prezent Ostalbkreis, fost conte, la Rottenburg am Neckar
- Nellenburg, fost landgraviate, la Stockach
- Altdorf (fost Vogtei
- Hohenberg, prezent Ostalbkreis, fost conte, la Rottenburg am Neckar
- Nellenburg, fost landgraviate, la Stockach
- Altdorf (fost Vogtei Swabia), astăzi  Weingarten
- Tettnang, fost  Comitatul Montfort
- Günzburg, fost margraf de Burgau
- Winnweiler în  Palatinat, fost  Comitatul Falkenstein
- primul  Orașul imperial al  Konstanz
- Bregenz, astăzi Vorarlberg, apoi administrat din Tirol.